# 訃報 1972年7月
訃報 1972年7月（ふほう 1972ねん7がつ）では、1972年（昭和47年）7月中に物故した、又は物故が報じられた人物についてまとめる。

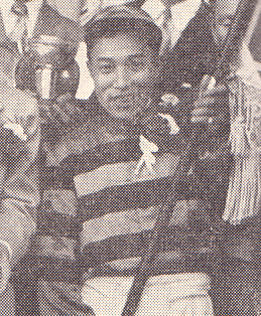
岩下密政 / 7月8日没

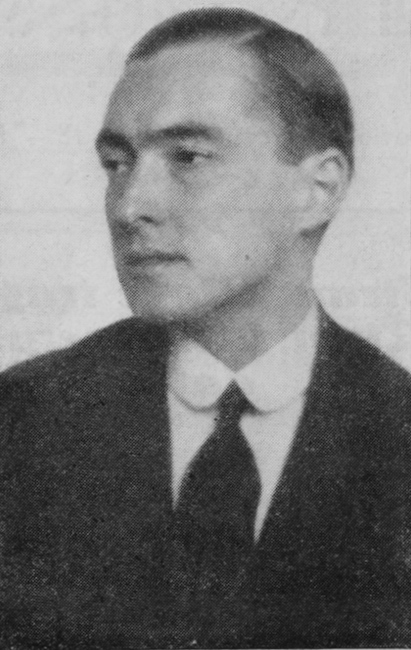
リヒャルト・クーデンホーフ＝カレルギー / 7月27日没

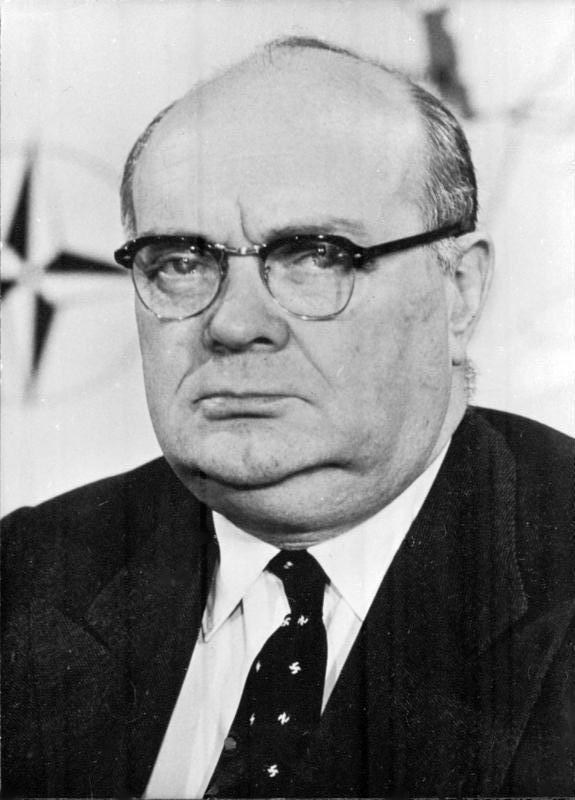
ポール＝アンリ・スパーク / 7月31日没

## （1日 - 15日）
- 7月1日 - 田中義麿、遺伝学者・育種学者（* 1884年）
- 7月1日 - 辻井民之助、労働運動家・政治家（* 1893年）
- 7月2日 - 奥山章、登山家（* 1926年）
- 7月3日 - 原虎一、労働運動家・政治家（* 1897年）
- 7月5日 - 高井ルビー、歌手・女優（* 1903年）
- 7月7日 - 山元一郎、哲学者・言語哲学者（* 1910年）
- 7月7日 - 垂水克己、最高裁判所判事（* 1893年）
- 7月7日 - 織田大蔵、実業家（* 1894年）
- 7月8日 - 岩下密政、騎手・競走馬調教師（* 1914年）
- 7月9日 - 駒井卓、動物学者（* 1886年）
- 7月11日 - 江崎一治、会社経営者・政治家（* 1907年）
- 7月11日 - 三谷俊造、作曲家（* 1885年）
- 7月14日 - 東門明、野球選手（* 1952年）

## （16日 - 31日）
- 7月18日 - 小野秀一、実業家・政治家（* 1887年）
- 7月18日 - 入江俊郎、官僚・政治家・裁判官（* 1901年）
- 7月19日 - ハインリッヒス・スクーヤ、藻類学者・植物学者（* 1892年）
- 7月19日 - 岡村徳長、海軍軍人（* 1897年）
- 7月21日 - ジグミ・ドルジ・ワンチュク、第3代ブータン国王（* 1928年）
- 7月21日 - ラルフ・クレイグ、陸上競技選手（* 1889年）
- 7月24日 - 澤春蔵、実業家（* 1901年）
- 7月24日 - 川島つゆ、国文学者・俳人（* 1892年）
- 7月25日 - 石崎政一郎、法学者（* 1895年）
- 7月27日 - リヒャルト・クーデンホーフ＝カレルギー、汎欧州主義の提唱者として知られる政治家（* 1894年）
- 7月27日 - 原島進、衛生学者（* 1901年）
- 7月27日 - 伊藤生更、アララギ派の歌人（* 1884年）
- 7月27日 - 瀬越憲作、囲碁棋士（* 1889年）
- 7月29日 - 松本生太、弁護士・教育者（* 1880年）
- 7月29日 - 額田豊、医師・医学者・教育者（* 1878年）
- 7月31日 - ポール＝アンリ・スパーク、国際連合総会初代議長（* 1899年）